# 南ベトナム解放民族戦線
南ベトナム解放民族戦線（みなみベトナムかいほうみんぞくせんせん、ベトナム語：Mặt trận Dân tộc Giải phóng miền Nam Việt Nam / 𩈘陣民族解放沔南越南）は、南ベトナムで1960年12月に結成された反サイゴン政権・反米・反帝国主義を標榜する統一戦線組織。ベトナム解放戦線、南ベトナム解放戦線とも呼ばれる。
略して解放戦線とも呼ばれたが、ベトナムコンサン（ベトナム語：Việt Nam Cộng sản / 越南共産）を略したベトコン（ベトナム語：Việt Cộng / 越共）と通称されることも多い。

## 呼称について
英語での正式な名称は「Liberation Army of South Vietnam」や「National Liberation Front for South Vietnam」、あるいは「the National Front for the Liberation of South Vietnam」であり、その略称は NLF（National Liberation Front）である。したがって「南ベトナム民族解放戦線」という日本語表記も使われた。
「ベトコン（英語: Vietcong）」という名称は元来、アメリカ合衆国とベトナム共和国側による蔑称だったもので、ベトナム共和国の大統領であったゴ・ディン・ジエムが、その名付け親といわれる。日本でも、報道などを通じて入ってきたものが一般化した。
中国共産党が「中共（拼音: Zhōnggòng ツォンコン）」を正式な略称としているのに対し、ベトナム労働党及びベトナム共産党が正式な略称として「ベトコン（ベトナム語：Việt Cộng / 越共）」を自称したことはない。政治団体・統一戦線組織としての略称は「解放戦線（ベトナム語：Mặt trận Giải phóng / 𩈘陣解放）」、その軍事部門の通称は「解放軍（ベトナム語：Giải phóng quân / 解放軍）」である。「解放勢力」の訳語は、「軍」を意味する英語の force を「勢力」と訳したものである。
またベトナム戦争期を中心に「南ベトナム民族解放戦線」という日本語表記も使われていたが、これは誤訳である。「民族戦線」はコミンテルンが創始した人民戦線という抵抗方針のベトナム版であり、共産主義者だけでなく民族主義者、愛国者も含めた統一戦線で、ベトナムの独立/統一を目指そうという意図があった。
アメリカ兵は「Vietnamese Communist」（ベトナムの共産主義者）の頭文字をとった「V.C.（ヴィー・シー）」、もしくはVとCのNATOフォネティックコードであるヴィクター・チャーリーの後半をとったチャーリーと呼んだ。

## 概要

SKSカービンを手に、掩体壕に身を屈める南ベトナム解放民族戦線の兵士

1950年代後半のベトナム共和国は政情が不安定であり、貧富格差の問題や政権腐敗、仏教徒に対する弾圧などが生じていた。ゴ・ディン・ジエム大統領に反発する勢力も増加していた。また、北ベトナムはジュネーヴ協定に基づく統一選挙が実施されなかったため、武力闘争によるベトナム統一を検討し始めた。
これらにより、1960年12月20日、タイニン省タンビエン県タンラップ村において、元ベトミン（ベトナム独立同盟会）らを中心に南ベトナム政府に対する反政府組織として、南ベトナム解放民族戦線が結成された。議長は空席のまま、副議長兼書記長をフイン・タン・ファットが務めた。1962年2月16日-3月3日、戦線の第1回大会が開催される。この大会で中央委員会が設置され、31人が選出された。また、弁護士のグエン・フー・トが中央委員会幹部会議長に選出された。解放戦線は実質的にベトナム労働党が主導していたが、ジエム政権などに反発する仏教徒や自由主義者、華僑なども多数参加していた。これにより、ベトナム共和国国内に内戦状態が発生し、ベトナム戦争が始まった。南ベトナム軍の他、アメリカ軍・韓国軍などと戦ったが、圧倒的かつ近代的な戦力を有する敵に対してゲリラ戦で臨み、一定の損害を与えた。弾薬や燃料以外の補給体制が極めて貧弱であったが、農村を遊撃根拠地とすることで、物資の現地調達（略奪含む）や現地徴兵により長期戦を戦った。
しかし、捕虜となった米兵や南ベトナム兵を過酷に虐待し、サイゴン政権の情報員や密告者とみなした市民や動揺分子とみなした兵士を人民裁判で即刻処刑するなども行い、テト攻勢でフエを一時占領した際にもサイゴン政権の官吏・関係者・関係の無い民間人（学生やキリスト教の神父、外国人医師などの一般市民）などを大量処刑し、無差別テロを行った（フエ事件）。また、南ベトナム政権に揺さぶりをかけるため、各地で一般市民を巻き込む無差別爆弾テロ事件も数多く起こした。
1968年2月12日のフォンニィ・フォンニャットの虐殺は南ベトナム解放民族戦線による謀略であるとする主張が韓国軍からなされているが、韓国軍からの報告を受け取ったアメリカ軍では、アメリカ軍監察官のロバート・モアヘッド・クック陸軍大佐による調査が行われ、1970年1月10日に韓国海兵隊による虐殺事件であったことを明らかにした報告書が提出された。
ベトナム統一後の1977年1月23日、グエン・フー・ト議長が機関紙を通じて「南ベトナム解放民族戦線は歴史的役割を輝かしく完遂した」と宣言。名実ともに組織が解消されることとなった。
隣国のカンボジアでは親中のポル・ポト政権が誕生し、中国がベトナム南部への干渉を図ったことで、北ベトナム政府が、中国の影響力が強い南部独自の軍事力が干渉を受ける危険性を危惧して、軍事部門はベトナム人民軍（北ベトナム軍）に吸収し、組織は「ベトナム祖国戦線」に合流する形で解体した。
解放戦線の元メンバーは、グエン・フー・トが国家主席代理や国会議長となり、グエン・ヴァン・リンがベトナム共産党書記長となり、ヴォー・チ・コンがベトナム国家評議会議長(現国家主席)となり、レ・ドゥック・アインやグエン・ミン・チエットやチュオン・タン・サンが国家主席となり、フイン・タン・ファットやグエン・ティ・ディンがベトナム国家評議会副議長(現国家副主席)となり、グエン・ティ・ビンが国家副主席となりグエン・タン・ズンが首相となるなど人事面では厚遇された。

## 構成
1960年12月の結成大会時は、暫定執行委員会が指導部の役割を果たし、委員長と総書記が置かれたが、議長は空席とされた。
1962年2-3月、第1回全国大会が開催され、52人で構成する中央委員会と、最高機関としての幹部会が設立され、幹部会議長、幹部会副議長の職が置かれた。また、書記局が設立され、書記長職が置かれた。
中央委員会の付属機関として、軍事委員会、公共保健衛生委員会、情報・文化・教育委員会、対外関係委員会、経済問題委員会、通信・電機委員会が設けられた。

## 参加組織
戦線は諸抵抗組織の緩やかな連合体であり、以下の政党・団体等が参加した。
- 政党
  - ベトナム人民革命党（英語版） - 1962年1月1日に結成されたマルクス・レーニン主義政党。北のベトナム労働党のカモフラージュ政党とされる。議長はヴォー・チ・コン。
  - 南ベトナム急進社会党 - 1961年に結成された愛国的知識人の政党。
  - 南ベトナム民主党（英語版） - 1944年に結成された民族ブルジョワジーとプチ・ブル政党。議長はフイン・タン・ファット。
- 大衆団体
  - 解放労働者協会
  - 解放農民協会
  - 解放婦人連合会
  - 解放学生・生徒連盟
  - 解放青年同盟
  - 人民革命青年団
  - 解放作家芸術家協会
  - 愛国民主ジャーナリスト協会
  - 旧抵抗戦士協会
  - 愛国軍人家族会
  - 解放赤十字社
- 宗教団体
  - 南ベトナム仏教会
  - 愛国キリスト教徒協会
  - ホアハオ教
- 諸派
  - アジア・アフリカ連帯ベトナム委員会
  - 民主法律家協会
  - タイグエン少数民族自治運動
- その他

## 徴兵制
支配下とした地域において徴兵制を採っていたが、長年続く戦乱に若者の兵役に対する意欲は低く徴兵忌避が相次いだ。このため1965年からは徴兵対象を15歳以上の男女とし、新兵補充の強化を行った。